# Tanaecia pelea
Tanaecia pelea là một loài bướm ngày thuộc họ Nymphalidae. Nó được tìm thấy ở Malaya, Singapore,  Borneo, Nias và Pulau Tioman.

## Mô tả
Tânecia pelea có sải cánh dài từ 6.5 đến 7 cm (2.6 – 2.8 inch). Mặt trên cánh của loài này có màu nâu nhạt và viền cánh màu xanh ngọc trai. Nó có màu nâu sẫm ở vùng nền cánh và các ô cánh hình lưỡi mác có màu vàng.

## Phụ loài
- Tanaecia pelea pelea (Malaya, Borneo)
- Tanaecia pelea heliophila (Nias)
- Tanaecia pelea irenae (Pulau Tioman)

## Hình ảnh

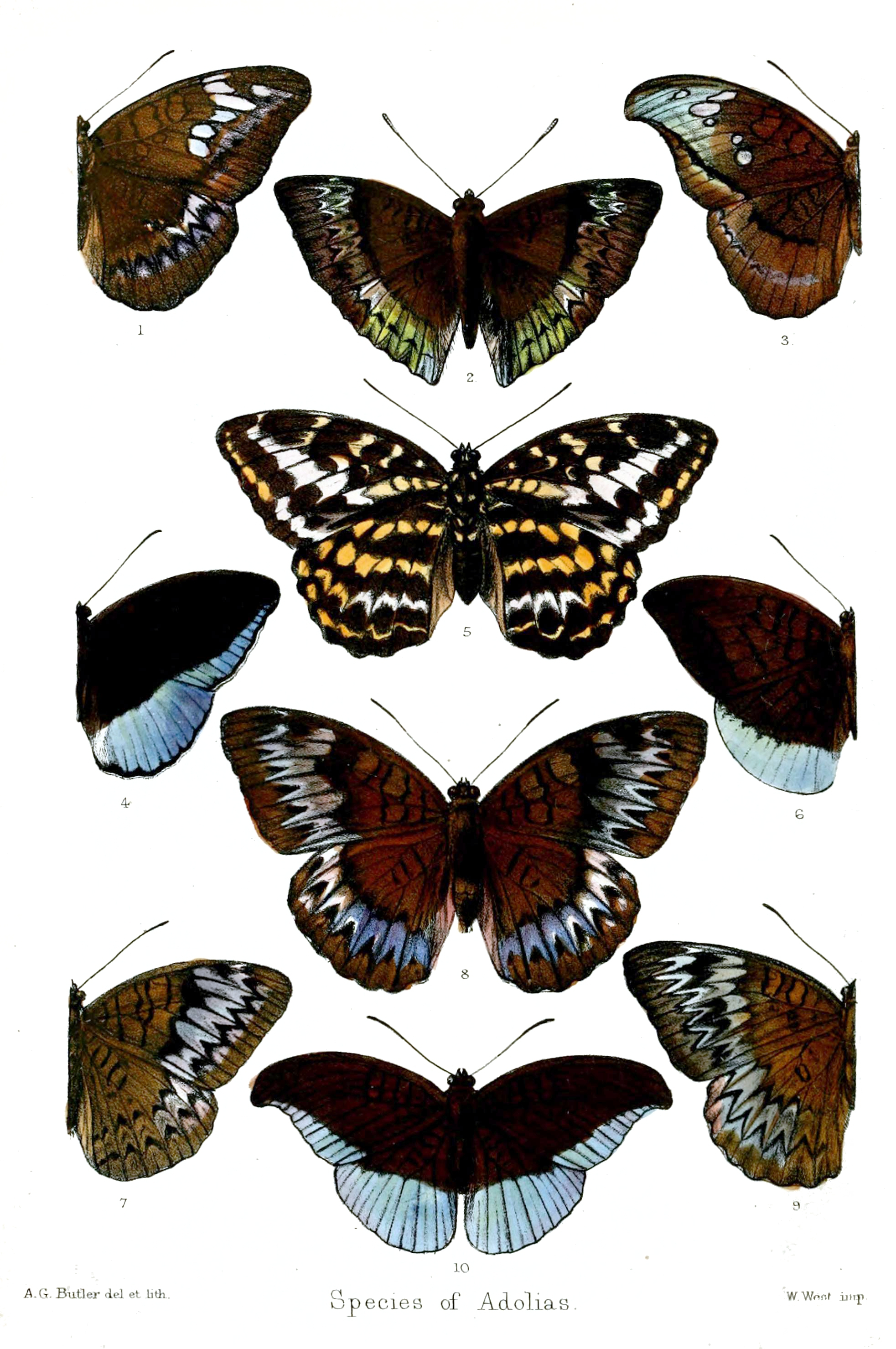
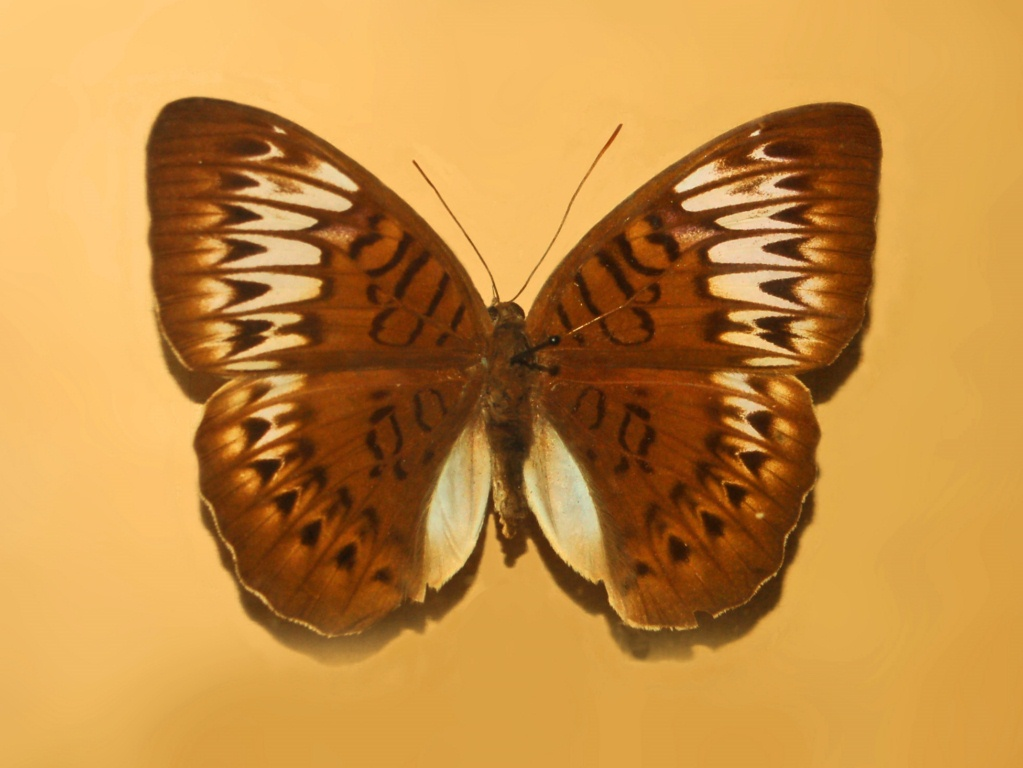
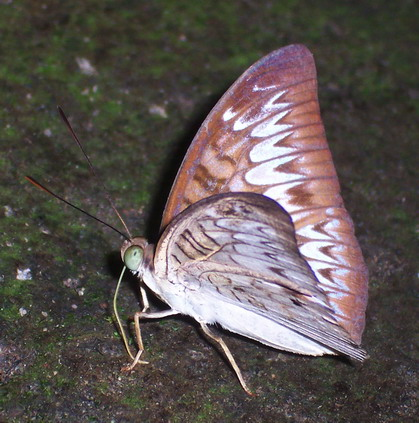